# Pterodroma macroptera
La pardela de alas grandes (Pterodroma macroptera) es un ave de la familia de los petreles o patines (Procellariidae) que habita en el hemisferio sur. Es de color marrón oscuro.

## Sinónimos
- Pterodroma macroptera gouldi (Hutton, 1869)
- Pterodroma macroptera macroptera (A. Smith, 1840)